# Czogha Zanbil (wieś)
Czogha Zanbil (perski: چغازنبيل) – wieś w południowym Iranie, w ostanie Chuzestan. W 2006 roku miejscowość liczyła 81 mieszkańców w 9 rodzinach. Leży w bezpośrednim sąsiedztwie stanowiska archeologicznego Czogha Zanbil.